# Viniletere
Un viniletere o etere vinilico, detto anche divinil-etere, divinilossido, vinetene (un nome farmaceutico) o etenossietene (nomenclatura IUPAC) è un liquido volatile quasi incolore che fu per breve tempo utilizzato come un anestetico ad inalazione. Può subire una polimerizzazione ciclica con se stesso e aiuta a formare legami incrociati nei copolimeri.
La sintesi e l'isolazione del puro viniletere è molto difficile.

## Proprietà
L'etere vinilico è un composto piuttosto instabile: con l'esposizione alla luce o agli acidi si decompone in acetaldeide e polimerizza in un solido vetroso. Come molti altri eteri, può formare perossidi in seguito all'esposizione all'aria e alla luce. Per questi motivi l'etere vinilico viene associato ad inibitori come polifenoli e ammine per bloccare la polimerizzazione e la formazione di perossido. L'anestetico viene inibito con 0,01% di fenil-α-naftilammina che gli conferisce una debole fluorescenza viola.
L'etere vinilico decolora rapidamente le soluzioni di bromo in tetracloruro di carbonio; è rapidamente ossidato dal permanganato di potassio acquoso; mentre l'acido solforico reagisce con l'etere vinilico producendo una resina catramosa nera ed acetaldeide.

## Usi

### Anestetico
L'etere vinilico viene usato come anestetico. Ha una rapida insorgenza, provoca poca tosse ma causa aumento di salivazione. Durante l'anestesia l'etere vinilico può causare spasmi in alcuni pazienti. In rari casi questi spasmi possono portare a convulsioni; che sono comunque curabili. La pre-somministrazione di morfina-atropina previene questo problema. Il recupero è rapido con solo rari casi di nausea e vomito post-operatori, sebbene a volte si verifichi mal di testa post-anestesia. L'utilizzo nel corso di brevi operazioni comporta poco pericolo per il paziente. Operazioni più lunghe che necessitano di più di 200 mL di anestetico possono essere pericolose a causa della tossicità epatica e renale .

## Storia
L'etere vinilico fu preparato per la prima volta nel 1887 da Semmler dal divinil solfuro (ottenuto dall'olio essenziale di Allium ursinum L.), per reazione con ossido d'argento. Nel 1899, Knorr e Matthes ottennero basse rese di vinil etere mediante metilazione della morfolina.